# Jantarowka
Jantarowka (russisch Янтаровка, deutsch Wangnicken, Kreis Fischhausen/Samland) ist ein Ort in der Oblast Kaliningrad. Er gehört zur kommunalen Selbstverwaltungseinheit Stadtkreis Selenogradsk im Rajon Selenogradsk.

## Geographische Lage
Jantarowka liegt 39 Kilometer nordwestlich der Stadt Kaliningrad (Königsberg) und etwa sechs Kilometer nordöstlich von Jantarny (Palmnicken) an der Regionalstraße 27A-014 (ehemals A192). Innerorts zweigen Nebenstraßen in westlicher Richtung nach Prislowo (Nöttnicken) bzw. in östlicher Richtung nach Storoschewoje (Katzkeim) ab. Eine Bahnanbindung besteht nicht.

## Geschichte
Das bis 1946 Wangnicken genannte Dorf wurde im Jahre 1322 gegründet und bestand 1945 aus ein paar großen Höfen. Im Jahre 1874 wurde das Dorf in den neu errichteten Amtsbezirk Heiligenkreutz eingegliedert, der zum Landkreis Fischhausen, 1939 bis 1945 zum Landkreis Samland im Regierungsbezirk Königsberg der preußischen Provinz Ostpreußen gehörte.
Im Jahre 1910 waren in Wangnicken 149 Einwohner registriert. Am 30. September 1928 vergrößerte sich die Landgemeinde Wangnicken um den Gutsbezirk Bersnicken (heute russisch: Jagodnoje) und das Gutsdorf Heiligenkreutz, die eingemeindet wurden. Am 1. Dezember 1928 kam der Pfarrhof Heiligenkreutz hinzu, und am gleichen Tage wurde die Landgemeinde Wangnicken in Heiligenkreutz umbenannt.
Im Jahre 1945 kam Wangnicken mit dem nördlichen Ostpreußen zur Sowjetunion. Der Ort erhielt 1947 die russische Bezeichnung „Jantarowka“ und wurde gleichzeitig dem Dorfsowjet Jantarski selski Sowet im Rajon Primorsk zugeordnet. Später gelangte der Ort in den Powarowski selski Sowet. Von 2005 bis 2015 gehörte Jantarowka zur Landgemeinde Krasnotorowskoje selskoje posselenije und seither zum Stadtkreis Selenogradsk.

## Kirche
Wangnicken mit seiner meistenteils evangelischen Einwohnerschaft war bis 1945 in das Kirchspiel der Pfarrkirche in Heiligenkreutz (heute russisch: Krasnotorowka) eingegliedert, das zum Kirchenkreis Fischhausen (Primorsk) in der Kirchenprovinz Ostpreußen der Kirche der Altpreußischen Union gehörte. Heute liegt Jantarowka im Einzugsgebiet der neu entstandenen evangelisch-lutherischen Auferstehungskirche in Kaliningrad (Königsberg) in der Propstei Kaliningrad der Evangelisch-lutherischen Kirche Europäisches Russland.